# Takoyaki
Takoyaki (たこ焼き bagt blæksprutte) er en lille varm ret fra Kansai i Japan.
Retten består i at et stykke af en blækspruttearm indhylles i en dejkugle på størrelse med en blomme og fremstillet af vand, mel, æg, ingefær, tenkasu og forårsløg. Til tilberedelsen benyttes en speciel stegepande med 16 eller flere runde fordybninger i stil med en æbleskivepande. Vendingen af kuglerne kræver et vist håndelag for at sikre, at de får en rund form. De typisk otte takoyaki, der serveres pr. portion, kan alt efter smag garneres med en sovs i stil med okonomiyaki-sovs og eventuelt med mayonnaise. Oven på sovsen kommes desuden ofte aonori (tørret tang) og katsuobushi (tørret bonito-fisk i papirtynde totter). 
Takoyaki er blandt andet populært som snack ved fester og i forlystelsesparker. I Kansai-området er det desuden et velkendt syn ved udgangene fra stationerne med boder med tilberedning og salg af takoyaki til hjemvejen. Friske takoyaki er dog varme, så selv om de umiddelbart ser spiselige ud, kan man nemt brænde tungen, hvis man uden videre tager dem i munden. Spisningen sker derfor med japanske tandstikker. 